# Justicia engleriana
Justicia engleriana är en akantusväxtart som beskrevs av Gustav Lindau. Justicia engleriana ingår i släktet Justicia och familjen akantusväxter. Inga underarter finns listade i Catalogue of Life.